# Pilar Ayuso González
Pour les articles homonymes, voir Ayuso.
María del Pilar Ayuso González, née le 16 juin 1942 à Badajoz, est une femme politique espagnole, membre du Parti populaire.
De 1999 à 2019, elle est députée européenne et fait partie du groupe du Parti populaire européen. Elle est membre de la commission de l'environnement, de la santé publique et de la sécurité alimentaire, et de la délégation pour les relations avec les pays du Mercosur.